# دواء (نبات)
دواء أو الحدق أو الحذاق واسمه العلمي (Aizoon canariense) وهو نبات عشبي حولي  ينتشر في المناطق الدافئة الجافة وشبه الجافة كشبه الجزيرة العريبة وشمال أفريقيا وجنوبها. يصل طول قطره لنحو 20 سم وأوراقه صغيرة ذات شكل شبيه بالملعقه بشعيرات دقيقة، أزهار النبات صفراء اللون وثمارها كبسولية خماسية الزوايا.